# Evolve 131
Evolve 131, znane również jako Evolve’s 10th Anniversary Celebration, było galą transmitowaną na żywo w wrestlingu, wyprodukowanym przez amerykańską federację Evolve we współpracy z WWE. Gala została wyemitowana na WWE Network, co czyni go pierwszą galą Evolve i pierwszą galą z sceny niezależnej transmitowanej na żywo na tej platformie. Odbyła się 13 lipca 2019 roku w 2300 Arena w Filadelfii w stanie Pensylwania. Na gali wystąpili obecni, a także byli wrestlerzy Evolve, a także wrestlerzy z brandów WWE: NXT i 205 Live.

## Produkcja

### Tło
W październiku 2008 roku z federacji Ring of Honor zwolniony został Gabe Sapolsky, wieloletni booker. W 2009 roku Sapolsky założył Dragon Gate USA, a 25 lipca tego roku grupa zorganizowała swoją inauguracyjną galę. W następnym roku Sapolsky założył siostrzaną grupę Dragon Gate USA, Evolve.
W 2015 roku WWE nawiązało współpracę z Evolve, przy czym mniejsza promocja była wykorzystywana jako grupa zwiadowcza dla rozwojowych brandów WWE. W 2017 roku WWE zaczęło badać umowy, które umożliwiłyby wyemitowanie treści z niezależnych federacji wrestlingu (takich jak Progress i ICW) w ich usłudze transmisji strumieniowej WWE Network.
Ponad dwa lata później WWE ogłosiło, że Evolve’s 10th Anniversary Celebration, gala upamiętniająca 10. rocznicę założenia Dragon Gate USA, zostanie wyemitowana na żywo na WWE Network 13 lipca 2019 roku i będzie transmitowana z 2300 Arena w Filadelfii w stanie Pensylwania. Była to pierwsza gala Evolve i pierwsza gala z sceny niezależnej wyemitowana na WWE Network.

### Rywalizacje
Evolve 131 oferowało walki profesjonalnego wrestlingu z udziałem różnych wrestlerów należących do federacji Evolve oraz brandów NXT i 205 Live spośród istniejących oskryptowanych rywalizacji i storyline’ów. Kreowane są podczas cotygodniowych gal NXT i 205 Live. Wrestlerzy są przedstawieni jako heele (negatywni, źli zawodnicy i najczęściej wrogowie publiki) i face’owie (pozytywni, dobrzy i najczęściej ulubieńcy publiki), którzy rywalizują pomiędzy sobą w seriach walk mających budować napięcie. Kulminacją rywalizacji jest walka wrestlerska lub ich seria.

#### 26 czerwca
26 czerwca ogłoszono, że Adam Cole będzie bronił NXT Championship przeciwko Akirze Tozawie, wrestlerowi nazwanemu przez WWNLive.com „Dragon Gate USA MVP”. 26 czerwca ogłoszono również, że WWE Cruiserweight Champion Drew Gulak zmierzy się z byłym Evolve Championem i obecnym zapaśnikiem NXT Mattem Riddle’em w non-title matchu. Obaj wrestlerzy byli wcześniej częścią stajni Catch Point podczas swojego pobytu w Evolve.

#### 2 lipca
2 lipca ogłoszono, że JD Drake zmierzy się z Austinem Theorym w Winner Takes All matchu zarówno o WWN, jak i Evolve Championship. Dodatkowo ogłoszono, że Eddie Kingston i Joe Gacy będą bronić Evolve Tag Team Championship przeciwko AR Foxowi i Leonowi Ruffowi.

## Wyniki walk
| Nr                                 | Wyniki                                                                                                  | Stypulacje                                                      | Czas  |
| ---------------------------------- | --- | --------------------------------------------------------------- | ----- |
| 1                                  | Josh Briggs pokonał Anthony’ego Greene’a (z Brandi Lauren)                                              | Singles match The Future Is Now Showcase match                  | 11:49 |
| 2                                  | Stephen Wolf pokonał Curta Stalliona, Seana Malutę i Harlema Bravado                                    | Fatal 4-way match                                               | 9:19  |
| 3                                  | Arturo Ruas pokonał Anthony’ego Henry’ego                                                               | Grudge match                                                    | 9:45  |
| 4                                  | Brandi Lauren pokonała Shotzi Blackheart                                                                | No Disqualification match                                       | 9:49  |
| 5                                  | Babatunde pokonał Colby’ego Corino                                                                      | Singles match Special Challenge match                           | 3:09  |
| 6                                  | AR Fox i Leon Ruff (z Aylą i The Skulkiem) pokonali The UnWanted (Eddiego Kingstona i Joe Gacy’ego) (c) | Tag team match o Evolve Tag Team Championship                   | 5:25  |
| 7                                  | Matt Riddle (z Curtem Stallionem) pokonał Drew Gulaka                                                   | Singles match Catch Point Reunion match                         | 13:37 |
| 8                                  | Austin Theory (c – Evolve) pokonał JD Drake’a (c – WWN)                                                 | Winner Takes All match o WWN Championship i Evolve Championship | 16:22 |
| 9                                  | Adam Cole (c) pokonał Akirę Tozawę                                                                      | Singles match o NXT Championship                                | 13:15 |
| (c) – mistrz/mistrzyni przed walką | |                                                                 |       |